# MV Agusta 500 Dreizylinder

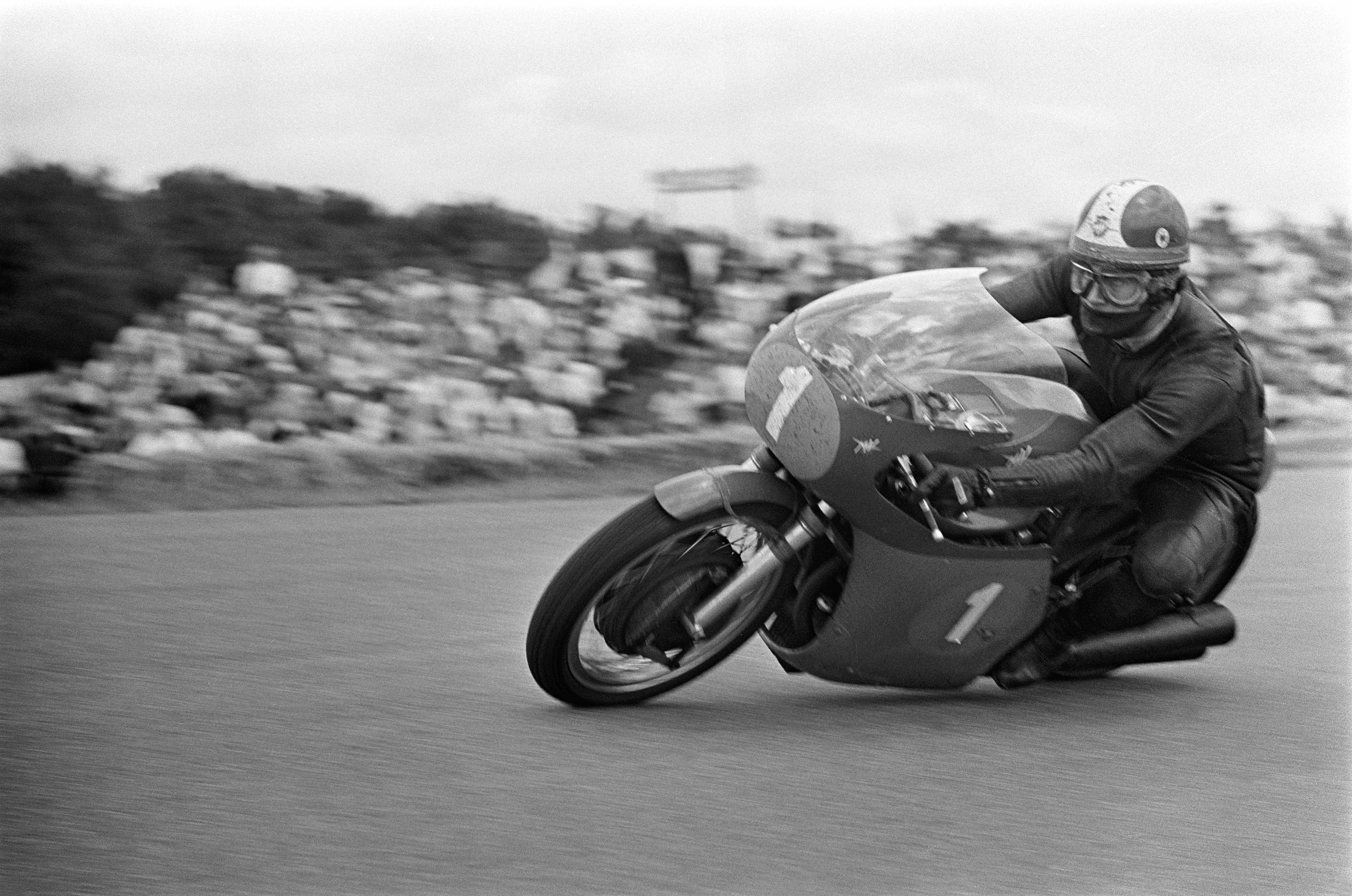
Untrennbar verbunden: die 500er Tre und Giacomo Agostini: von 1966 bis 1972 sieben WM-Titel in Folge

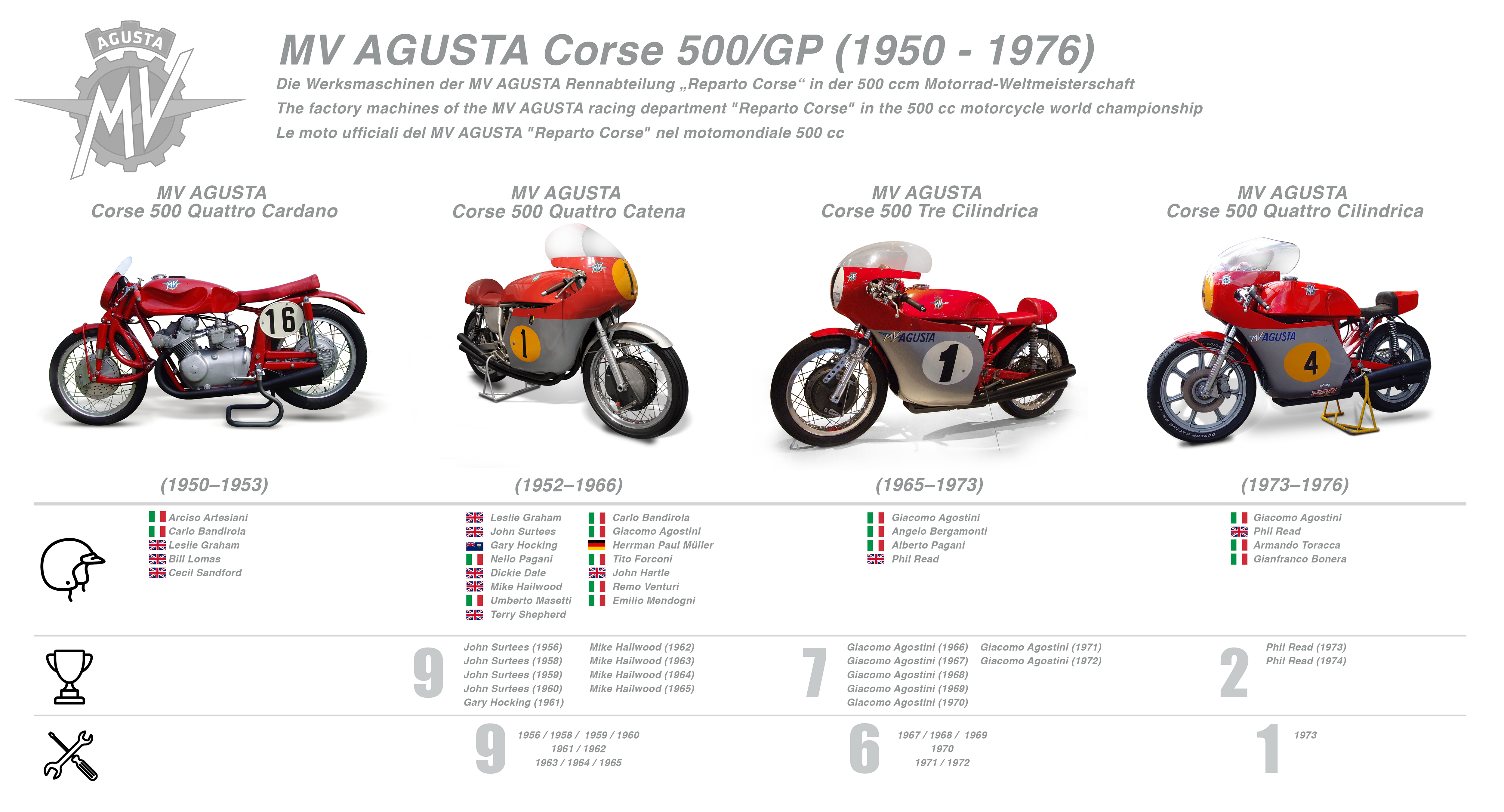
Die Einordnung der 500 Tre im Kreis der Werksmaschinen der MV AGUSTA Rennabteilung „Reparto Corse“ in der 500-Kubikzentimeter-Motorrad-Weltmeisterschaft mit den jeweiligen Fahrern und errungenen Titeln (Fahrer- und Konstrukteurstitel)

Die MV Agusta 500 Dreizylinder (1965–1973) oder MV Agusta Tre war ein Rennmotorrad des italienischen Motorradherstellers MV Agusta, das vom Werksteam „Reparto corse“ in der höchsten Klasse der FIM zur Motorrad-Weltmeisterschaft eingesetzt wurde. Giacomo Agostini errang mit diesem Motorrad ununterbrochen von 1966 bis 1972 die Fahrerweltmeisterschaft in der Klasse bis 500 cm³ Hubraum; daneben gewann MV Agusta von 1967 bis 1972 die Konstrukteursweltmeisterschaften mit diesem Modell. Die MV Agusta Tre gilt als das erfolgreichste Rennmotorrad der Geschichte.

## Entwicklung und Technik
Der luftgekühlte Dreizylindermotor mit 62 mm Bohrung und 54 mm Hub war der erste MV-Agusta-Motor mit Vierventilköpfen. Die Einlassventile haben einen Durchmesser von 21 mm, die Auslassventile 16,3 mm, der Ventilwinkel beträgt 60 Grad. Die Ventile werden über Tassenstößel von zwei obenliegenden Nockenwellen betätigt, die von einer Stirnradkaskade an der rechten Motorseite angetrieben werden. Das Verdichtungsverhältnis ist 11,1:1. Die Pleuelzapfen der Kurbelwelle sind um 120 Grad versetzt, je zwei der sechs Rollenlager befinden sich am Ende der Kurbelwelle. Nur einen L-förmigen Ölabstreifring am Kolben zu haben, war für einen Viertakter ungewöhnlich. Drei 30-mm-Dell’Orto-Vergaser versorgen den Motor mit Benzin-Luft-Gemisch, die 10-mm-Zündkerzen der Spulenzündung lieferte Marelli. Sie erhält ihren Strom von einer 8-Volt-Batterie.

## Renneinsätze
Bereits der erste Einsatz einer Tre (jedoch mit 350 cm³ Hubraum und in dieser Klasse) beim ersten Lauf zur Motorrad-Weltmeisterschaft 1965 auf dem Nürburgring war erfolgreich. Der junge Giacomo Agostini gewann souverän vor dem Altmeister Mike Hailwood. Im zweiten Lauf der Saison 1966 fuhr Agostini erstmals eine 420er Tre in der 500er Klasse, erst im siebten Lauf dann die auf 500 cm³ aufgebohrte Tre. Bis zur Saison 1967 war Mike Hailwood auf Honda der härteste Konkurrent um den Weltmeistertitel. Nachdem sich jedoch Honda Ende 1967 vom Rennsport zurückgezogen hatte, gab es keinen Rennstall, der MV Agusta den Titel in der 500er Klasse hätte streitig machen können; dies blieb so bis zur Motorrad-Weltmeisterschaft 1972. Die ersten Rennen der Saison 1973 wurden von Agostini noch auf seiner Tre gefahren, danach wurde diese von der leistungsstärkeren MV Agusta 500 Vierzylinder abgelöst. Die 1973er Tre bekam noch vorne Scheibenbremsen von Scarab, in der Leistung war sie jedoch den Zweitaktern von Yamaha unterlegen.

## Resultate der „500 Tre“ in der Weltmeisterschaft
| Jahr | Team            | Fahrer            | Start Nr. | Rennen      | Rennen      | Rennen                                         | Rennen                                  | Rennen                                  | Rennen                                         | Rennen                                  | Rennen      | Rennen                                  | Rennen     | Rennen   | Rennen                                         | Rennen  | Fahrer WM | Fahrer WM | Konstr. WM | Konstr. WM | Anm.  |
| Jahr | Team            | Fahrer            | Start Nr. | 1           | 2           | 3                                              | 4                                       | 5                                       | 6                                              | 7                                       | 8           | 9                                       | 10         | 11       | 12                                             | 13      | Pt.       | Rang      | Pt.        | Rang       | Anm.  |
| ---- | --------------- | ----------------- | --------- | ----------- | ----------- | ---------------------------------------------- | --------------------------------------- | --------------------------------------- | ---------------------------------------------- | --------------------------------------- | ----------- | --------------------------------------- | ---------- | -------- | ---------------------------------------------- | ------- | --------- | --------- | ---------- | ---------- | ----- |
| 1966 |                 |                   |           | Deutschland | Niederlande | Belgien                                        | Deutschland Demokratische Republik 1949 | Tschechien                              | Finnland                                       | Nordirland                              | Isle of Man | Italien                                 |            |          |                                                |         |           |           |            |            |       |
| 1966 | MV Agusta Corse | Giacomo Agostini  | 20        | 2           | 2           | 1                                              | DNF                                     | 2                                       | 1                                              | 2                                       | 2           | 1                                       |            |          |                                                |         | 36 (54)   | 1         | 36 (54)    | 2          | a)    |
| 1967 |                 |                   |           | Deutschland | Isle of Man | Niederlande                                    | Belgien                                 | Deutschland Demokratische Republik 1949 | Tschechien                                     | Finnland                                | Nordirland  | Italien                                 | Kanada     |          |                                                |         |           |           |            |            |       |
| 1967 | MV Agusta Corse | Giacomo Agostini  | 1         | 1           | DNF         | 2                                              | 1                                       | 1                                       | 2                                              | 1                                       | 20          | 1                                       | 2          |          |                                                |         | 46 (58)   | 1         | 46 (58)    | 1          | b)    |
| 1968 |                 |                   |           | Deutschland | Spanien     | Isle of Man                                    | Niederlande                             | Belgien                                 | Deutschland Demokratische Republik 1949        | Tschechien                              | Finnland    | Nordirland                              | Italien    |          |                                                |         |           |           |            |            |       |
| 1968 | MV Agusta Corse | Giacomo Agostini  | 1         | 1           | 1           | 1                                              | 1                                       | 1                                       | 1                                              | 1                                       | 1           | 1                                       | 1          |          |                                                |         | 48 (80)   | 1         | 48 (80)    | 1          | b)    |
| 1969 |                 |                   |           | Spanien     | Deutschland | Frankreich                                     | Isle of Man                             | Niederlande                             | Belgien                                        | Deutschland Demokratische Republik 1949 | Tschechien  | Finnland                                | Nordirland | Italien  | Jugoslawien Sozialistische Föderative Republik |         |           |           |            |            |       |
| 1969 | MV Agusta Corse | Giacomo Agostini  | 1         | 1           | 1           | 1                                              | 1                                       | 1                                       | 1                                              | 1                                       | 1           | 1                                       | 1          |          |                                                |         | 105 (150) | 1         | 105 (150)  | 1          | c)    |
| 1970 |                 |                   |           | Deutschland | Frankreich  | Jugoslawien Sozialistische Föderative Republik | Isle of Man                             | Niederlande                             | Belgien                                        | Deutschland Demokratische Republik 1949 | Finnland    | Nordirland                              | Italien    | Spanien  |                                                |         |           |           |            |            |       |
| 1970 | MV Agusta Corse | Giacomo Agostini  | 1         | 1           | 1           | 1                                              | 1                                       | 1                                       | 1                                              | 1                                       | 1           | 1                                       | 1          |          |                                                |         | 90 (150)  | 1         | 90 (165)   | 1          | b)    |
| 1970 | MV Agusta Corse | Angelo Bergamonti | 6         |             |             |                                                |                                         |                                         |                                                |                                         |             |                                         | 2          | 1        |                                                |         | 59        | 3         | 90 (165)   | 1          | d)    |
| 1971 |                 |                   |           | Osterreich  | Deutschland | Isle of Man                                    | Niederlande                             | Belgien                                 | Deutschland Demokratische Republik 1949        | Schweden                                | Finnland    | Nordirland                              | Italien    | Spanien  |                                                |         |           |           |            |            |       |
| 1971 | MV Agusta Corse | Giacomo Agostini  | 1         | 1           | 1           | 1                                              | 1                                       | 1                                       | 1                                              | 1                                       | 1           |                                         | DNF        |          |                                                |         | 190 (120) | 1         | 190 (135)  | 1          | b)    |
| 1971 | MV Agusta Corse | Alberto Pagani    | 4         |             |             |                                                |                                         |                                         |                                                |                                         |             |                                         | 1          |          |                                                |         | 29        | 8         | 190 (135)  | 1          | e)    |
| 1972 |                 |                   |           | Deutschland | Frankreich  | Osterreich                                     | Italien                                 | Isle of Man                             | Jugoslawien Sozialistische Föderative Republik | Niederlande                             | Belgien     | Deutschland Demokratische Republik 1949 | Tschechien | Schweden | Finnland                                       | Spanien |           |           |            |            |       |
| 1972 | MV Agusta Corse | Giacomo Agostini  | 1         | 1           | 1           | 1                                              | 1                                       | 1                                       | DNF                                            | 1                                       | 1           | 1                                       | 1          | 1        | 1                                              |         | 105 (165) | 1         | 105 (180)  | 1          | c)    |
| 1972 | MV Agusta Corse | Alberto Pagani    | 3         | 2           |             |                                                | 2                                       | 2                                       | 1                                              | 2                                       | 2           |                                         |            |          | 2                                              |         | 87        | 2         | 105 (180)  | 1          | c)    |
| 1973 |                 |                   |           | Frankreich  | Osterreich  | Deutschland                                    | Italien                                 | Isle of Man                             | Jugoslawien Sozialistische Föderative Republik | Niederlande                             | Belgien     | Tschechien                              | Schweden   | Finnland | Spanien                                        |         |           |           |            |            |       |
| 1973 | MV Agusta Corse | Giacomo Agostini  | 1         | DNF         | DNF         | DNF                                            | C                                       |                                         |                                                | DNF                                     | 1           | 1                                       | 2          | 1        |                                                |         | 57        | 3         | 117 (90)   | 1          | b) f) |

| Legende  | Legende            | Legende                                                          |
| Farbe    | Abkürzung          | Bedeutung                                                        |
| -------- | ------------------ | ---------------------------------------------------------------- |
| Gold     | –                  | Sieg                                                             |
| Silber   | –                  | 2. Platz                                                         |
| Bronze   | –                  | 3. Platz                                                         |
| Grün     | –                  | Platzierung in den Punkten                                       |
| Blau     | –                  | Klassifiziert außerhalb der Punkteränge                          |
| Violett  | DNF                | Rennen nicht beendet (did not finish)                            |
| Violett  | NC                 | nicht klassifiziert (not classified)                             |
| Rot      | DNQ                | nicht qualifiziert (did not qualify)                             |
| Rot      | DNPQ               | in Vorqualifikation gescheitert (did not pre-qualify)            |
| Schwarz  | DSQ                | disqualifiziert (disqualified)                                   |
| Weiß     | DNS                | nicht am Start (did not start)                                   |
| Weiß     | WD                 | zurückgezogen (withdrawn)                                        |
| Hellblau | PO                 | nur am Training teilgenommen (practiced only)                    |
| Hellblau | TD                 | Freitags-Testfahrer (test driver)                                |
| ohne     | DNP                | nicht am Training teilgenommen (did not practice)                |
| ohne     | INJ                | verletzt oder krank (injured)                                    |
| ohne     | EX                 | ausgeschlossen (excluded)                                        |
| ohne     | DNA                | nicht erschienen (did not arrive)                                |
| ohne     | C                  | Rennen abgesagt (cancelled)                                      |
| ohne     | keine WM-Teilnahme |                                                                  |
| sonstige | P/fett             | Pole-Position                                                    |
| sonstige | 1/2/3/4/5/6/7/8    | Punktplatzierung im Sprint-/Qualifikationsrennen                 |
| sonstige | SR/kursiv          | Schnellste Rennrunde                                             |
| sonstige | *                  | nicht im Ziel, aufgrund der zurückgelegten Distanz aber gewertet |
| sonstige | ()                 | Streichresultate                                                 |
| sonstige | unterstrichen      | Führender in der Gesamtwertung                                   |

Anmerkungen:

a) Es wurden nur die besten 5 Ergebnisse berücksichtigt.

b) Es wurden nur die besten 6 Ergebnisse berücksichtigt.

c) Es wurden nur die besten 7 Ergebnisse berücksichtigt.

d) Bergamonti startete bei den Großen Preisen von Frankreich, Jugoslawien und den Niederlanden auf einer Aermacchi.

e) Pagani startete auf einer Linto bei den Grand Prix von Österreich, Deutschland, Isle of Man und Finnland.

f) Agostinis Teamkollege Phil Read fuhr in dieser Saison mit der MV Agusta 500 Vierzylinder.

## Schwestermodell
Die noch vor der 500er entwickelte MV Agusta 350 Tre war nicht minder erfolgreich. Giacomo Agostini wurde ununterbrochen von 1968 bis 1973 mit diesem Modell in der Klasse bis 350 cm³ Hubraum Fahrerweltmeister. Zur Motorrad-Weltmeisterschaft 1974 trat MV Agusta in der Klasse bis 350 cm³ nicht an, MV Agusta konzentrierte sich auf den Gewinn der Halbliterklasse. Technisch waren beide Maschinen nahezu gleich. Die 350er Tre hatte, um den kleineren Hubraum zu erreichen, eine 52er Bohrung, einen kleineren Tank, generell ein Siebengang-Getriebe und wog etwa 3 kg weniger. Die Leistung der 350er (1972) lag bei 65 PS (48 kW) bei 13.500 Umdrehungen pro Minute.

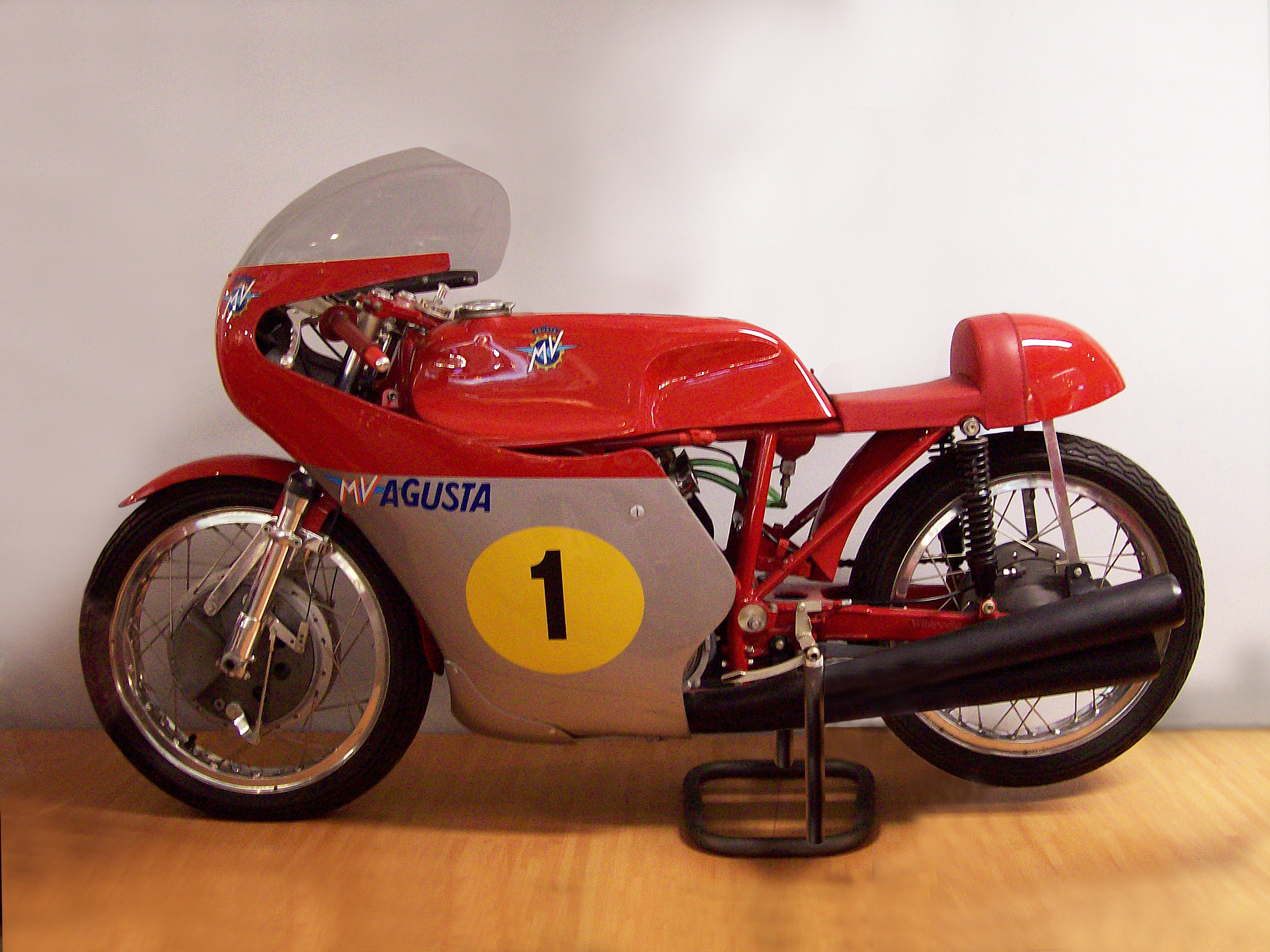
Die MV Agusta Corsa 500 Tre von G. Agostini (1973)
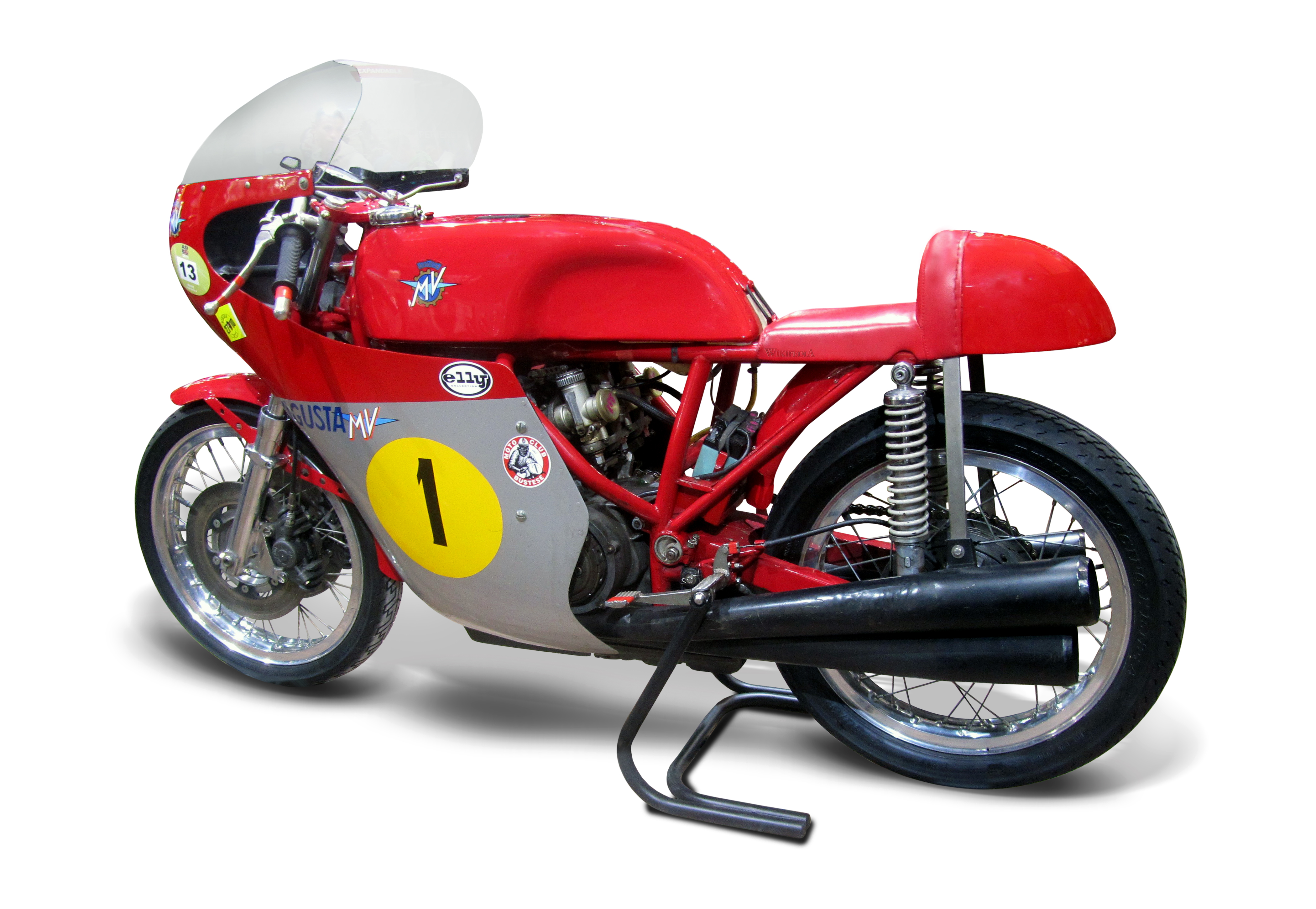
MV Agusta 500 Dreizylinder, später auf doppelte Scheibenbremsen (vorne) nachgerüstet
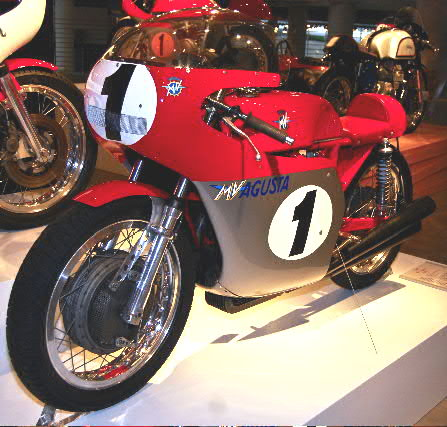
MV Agusta 500 Dreizylinder
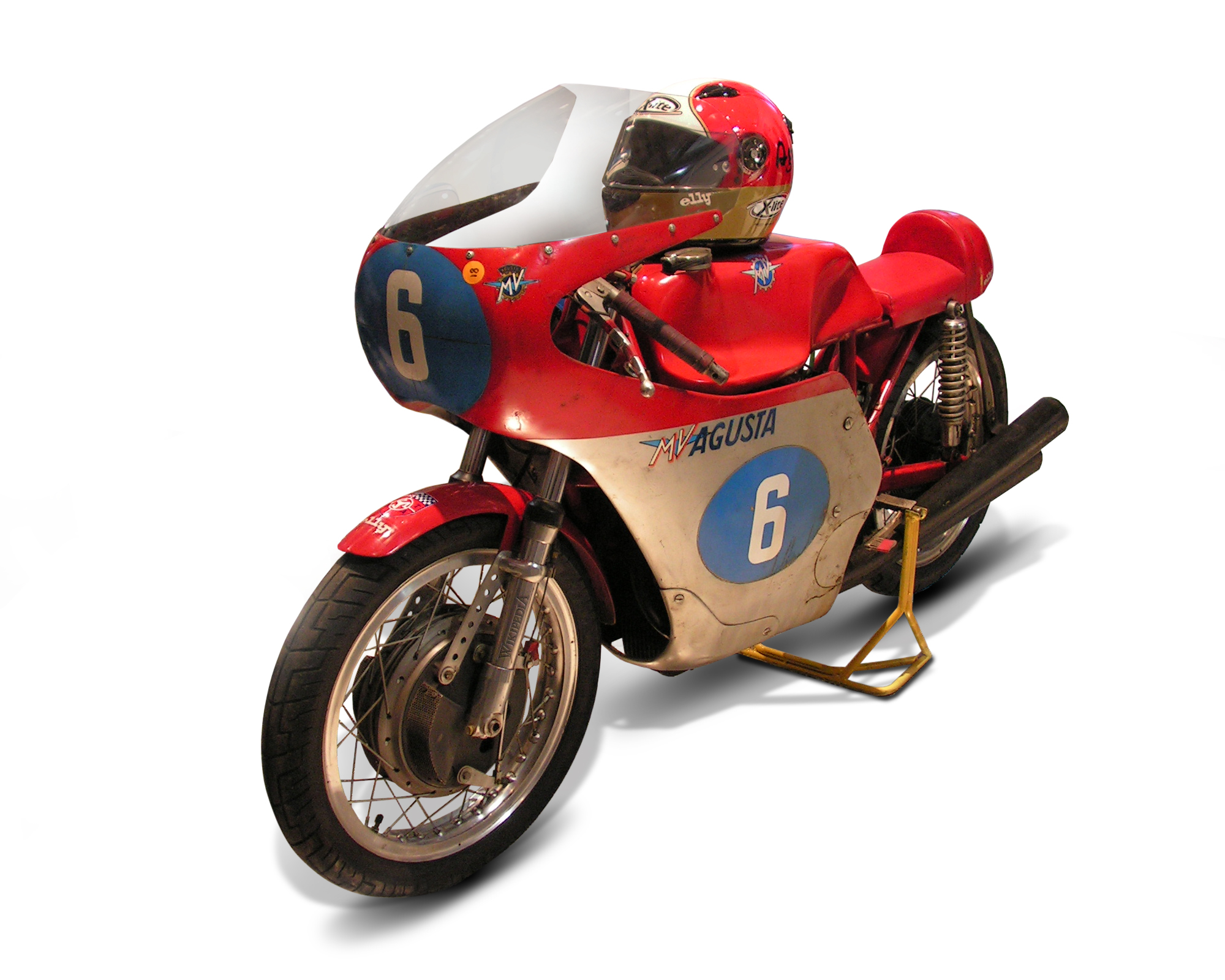
MV Agusta 350 Dreizylinder (1970)

## Verweise